# 笠原秀
笠原 秀（かさはら しげる、1937年 - ）は、日本のノンフィクション作家、児童読物作家。
新潟県生まれ。早稲田大学教育学部国語国文学科卒業。
出版社勤務を経て独立。児童図書の企画・編集・執筆にたずさわる。

## 著書
- 『世界びっくり情報 日本一・世界一』（学習研究社） 1973
- 『聴診器と国民外交 延島市郎の生涯』（延島病院） 1975
- 『日本列島ふしぎ探検 なぞ驚異』（学習研究社） 1975
- 『人間びっくり珍情報 日本一・世界一』（学習研究社） 1975
- 『郷土につくした人々』（主婦の友社、少年少女世界伝記全集） 1977
- 『豊田佐吉』（集英社、母と子の世界の伝記） 1977
- 『橋のはなし』（ポプラ社、ちしきの絵本） 1978
- 『家のはなし』（ポプラ社、ちしきの絵本） 1979
- 『工業のはなし』（ポプラ社、ちしきの絵本） 1979
- 『びっくり世界一!! 最新情報』（学習研究社） 1980
- 『さくもつものがたり』（板井れんたろう絵、家の光協会） 1985
- 『志摩の海にかけた夢 真珠づくりに一生をささげた御木本幸吉』（PHP研究所、こころのノンフィクション） 1985
- 『はじめてかくてがみ』（ポプラ社、てがみのほん） 1985
- 『駅ではたらく』（ポプラ社、小学生・社会科見学シリーズ） 1985
- 『バスではたらく』（ポプラ社、小学生・社会科見学シリーズ） 1985
- 『漁村のくらし』（ポプラ社、小学生・社会科見学シリーズ） 1986
- 『じょう水場のしごと』（ポプラ社、小学生・社会科見学シリーズ） 1986
- 『焼き物をつくる』（ポプラ社、小学生・社会科見学シリーズ） 1986
- 『織物をつくる』（ポプラ社、小学生・社会科見学シリーズ） 1987
- 『市役所のしごと』（ポプラ社、小学生・社会科見学シリーズ） 1987
- 『商店会のしごと』（ポプラ社、小学生・社会科見学シリーズ） 1987
- 『からだのふしぎクイズ事典』（編著、学習研究社、てのり文庫 事典シリーズ） 1990
- 『歴史おもしろ新聞 第4巻 頼朝 鎌倉に幕府をひらく 武士の世の中(平安時代末期～鎌倉時代) 』（ポプラ社） 1990
- 『歴史おもしろ新聞 第11巻 太平洋戦争はじまる 戦争と人々のくらし(大正時代～昭和時代前期) 』（ポプラ社） 1990
- 『歴史おもしろ新聞 第12巻 日本商品 世界をかける 新しい日本と世界(敗戦～平成時代へ) 』（ポプラ社） 1990
- 『歴史を生きた78人 人物アルバム 2 国を動かした人たち 聖徳太子・中大兄皇子・藤原道長・徳川家光・明治天皇など13人』（PHP研究所） 1992
- 『時代をきめた114のできごと 歴史アルバム 1 原始・大和・奈良時代 古墳文化・聖徳太子の登場・大化の改新・遣唐使・大仏建立・天平文化ほか』（編著、PHP研究所） 1993
- 『歴史と文化をつたえる117の町 ふるさとアルバム 3 北陸・中部歴史の町』（編著、PHP研究所） 1994
- 『古典から現代まで126の文学 名作アルバム 5』（編著、PHP研究所） 1995
- 『新しい産業をおこす』（ポプラ社、きょう土につくした人びとふるさと歴史新聞） 1996
- 『あれ地を田畑に! 西日本編 東日本編』（ポプラ社、きょう土につくした人びとふるさと歴史新聞） 1996
- 『ふるさとの自然をまもる』（ポプラ社、きょう土につくした人びとふるさと歴史新聞） 1996
- 『おもしろガイド修学旅行 東京・横浜』（編著、PHP研究所） 1996
- 『故事成語ものがたり』（ポプラ社、漢字なんでも大研究） 1998
- 『「水道道たんけん」がはじまった!』（アリス館、調べるっておもしろい!） 1999
- 『交通信号機のルーツをさぐれ!』（アリス館、調べるっておもしろい!） 2001
- 『ばんざい! ぼくらの村の風力発電 大分県前津江村の風おこし・村おこし』（PHP研究所、未知へのとびらシリーズ） 2001
- 『新選組クイズ100連発!』（幕末史研究会編、学習研究社） 2003
- 『おもちの大研究 日本人とおもちのおいしい関係』（PHP研究所、ノンフィクション） 2004
- 『数の大常識』（秋山仁監修、ポプラ社、これだけは知っておきたい） 2006

### 共著
- 『なぞ驚異 地球ミステリー探検』（おきたかし共著、学習研究社） 1976
- 『てのっぴい博士の漢字クイズ事典3年生』（金平正共著、大日本図書、てのり文庫） 1991
- 『てのっぴい博士の漢字クイズ事典4年生』（田中清之助共著、学習研究社、てのり文庫） 1991
- 『てのっぴい博士の漢字クイズ事典5年生』（金平正共著、評論社、てのり文庫） 1991
- 『てのっぴい博士の漢字クイズ事典6年生』（田中清之助共著、国土社、てのり文庫） 1991
- 『冬の偉人たち 逆境を乗りこえた80話』（中西進監修、坂元孝雄, 丹野顯共編著、四季社、いのちとこころの例話シリーズ） 2001
- 『NHK 日本人はるかな旅』全5巻（馬場悠男, 小田静夫監修、NHKスペシャル「日本人」プロジェクト編、構成・文、あかね書房） 2003

## 翻訳
- 『宇宙のふしぎ』（学習研究社、クイズマスターズ） 1995
- 『地球のふしぎ』（学習研究社、クイズマスターズ） 1995

## 参考
- 『日本人はるかな旅』著者紹介